# Drosophila waddingtoni
Drosophila waddingtoni este o specie de muște din genul Drosophila, familia Drosophilidae, descrisă de Basden în anul 1976. Conform Catalogue of Life specia Drosophila waddingtoni nu are subspecii cunoscute.